# 熱い絹
『熱い絹』（あついきぬ）は、松本清張の長編推理小説。1967年3月に起こったジム・トンプソン失踪事件を下敷きに、著者が組み立てたミステリー長編。
『小説現代』に連載後（1972年2月号 - 1974年12月号にて中断）、改稿を経て『報知新聞』に再連載（1983年8月15日付 - 1984年12月30日付）、1985年4月に講談社から刊行された。
1998年にテレビドラマ化されている。

## あらすじ
1967年8月12日、軽井沢の別荘に滞在中のアメリカ人女性が寝室にて扼殺死体で発見され、壁には色鮮やかな熱帯蝶の標本が掲げられていた。長野県警の長谷部警部は、被害者の兄が、妹の殺害にもかかわらず「出張」から戻らないのを不審に思い、調べた結果、兄・ジェームス・ウィルバーが、7月16日にマレーシア・キャメロンハイランドにおける天然の「密室」で、忽然と姿を消していた事実を知る。軽井沢の事件との関連を思いめぐらす長谷部だったが、8月26日、キャメロンハイランドの山腹密林中で、今度は熱帯蝶採集ツアーに参加した日本人の惨殺死体が発見された。ICPO（インターポール）の要請を受けた長谷部は、マレーシアへ飛ぶ。
奇怪な透視術師や舞踊団の交錯する中、一連の事件の謎解きが始められる。

## 主な登場人物
原作における設定を記述。
長谷部忠雄
長野県警捜査一課長。本作の探偵役。軽井沢のアメリカ人扼殺事件を受け、BOACスチュワーデス殺人事件を想起する。
村田刑事
刑事課の老練刑事。長谷部と共にマレーシアに飛ぶ。
山形佐一
和服の服飾デザイナー。新しいデザインを求め民族美術に関心を持ち、赤坂の骨董屋「瑠古堂」に足を踏み入れたことを契機に、事件に巻き込まれる。
高橋不二夫
佐久市在住の27歳。「瑠古堂」の軽井沢店舗にアルバイトとして雇われ、店に来た山形と遭った。
オスマン警視
マレーシア警察捜査課長。独自の推理を展開するが、もったいぶった話し方をする。
フランシス・ウィルバー
婦人服のデザイナー。目黒区に住むが、軽井沢に別荘を借り、兄から送られたシェパードとラブラドール犬を飼っていた。45歳で独身。
ジェームス・ウィルバー
イタリア系アメリカ人の実業家。バンコクで商会を営み、高級タイシルクの販売で成功、「シルク王」の異名をとる。フランシスの兄。
アン・バートン
フランシスの妹。現在は香港のインテリアショップ経営者夫人。
マーシャル夫妻
シンガポール在住の歯科医でジェームス・ウィルバーの友人。キャメロンハイランドの「南十字星（クロス）」荘の持主。
エイミス夫人
バンコクの装身具店主。5年前にイギリス人の夫と死別し現在は未亡人。ジェームス・ウィルバーと「南十字星」荘に泊まる。
トーマス・パーカー
ジェームス・ウィルバー商会の支配人。
チン・クン
「南十字星」荘の管理をつとめる中国人。
小川華洋
謎の透視術師。マレーシアを興行する舞踊団に参加していたが、「超能力」を発揮して捜査陣を驚かせる。

## エピソード
- 本作品は『小説現代』連載後長い中断を経て、全面改稿のうえで『報知新聞』に再連載したものである。改稿前は、50歳を過ぎた小説家・佐竹晋治が、バンコクでジム・トンプソンの家を訪問したことをきっかけに事件を調べていくドキュメンタルな構成を取っているが、改稿後は典型的なミステリーとしての装いを強めた作品となった。『小説現代』連載版では「サマセット・モームの後輩」（第5回）「サマセット・モームの鼓舞」（第7回）と題が付けられた回があり、サマセット・モームが諜報活動に従事した情報工作員であったことに言及されているが、改稿後は、モームに関する記述は全面的に削除された[1]。
- 本作では長谷部警部がタイの現地紙を取り寄せて失踪事件の概要をつかむ設定になっているが、タイで連日大きく報道されていたこの事件も、当時ベトナム戦争報道に集中していた日本のメディアではほとんど注目されず、特派員の間でも話題にならなかったと言われる[2]。
- アメリカの世界的な推理作家であるエラリー・クイーン（フレデリック・ダネイ）は1977年に来日して著者と対談したが、トンプソン失踪事件に関心を持っていることがわかり、すでに本作に着手していた著者はそれを契機にクイーンとの交流を深めることになった[3]。

## テレビドラマ
1998年3月24日（21:03-23:09）、日本テレビ系列で放送された。よみうりテレビ開局40周年記念特別企画。松本清張七回忌特別企画。サブタイトル「異国での連続殺人事件！愛と陰謀－その真実は」。視聴率15.3％（ビデオリサーチ調べ、関東地区）。

### キャスト
- 下沢ヒロ子 - 鈴木京香
- 山形佐一 - 村上弘明
- 長谷部忠雄 - 渡瀬恒彦
- ラザリ - 河原さぶ
- 村田五郎 - でんでん
- 川口団長 - 伊藤敏八
- リ・ジチウン - 大月ウルフ
- 下沢平造 - 平幹二朗（特別出演）
- ジェームス・ウィルバー - ケント・ギルバート
- パーカー支配人 - チャック・ウィルソン
- 原島夫人 - 范文雀（友情出演）
- 広沢久太郎 - 長門裕之
- 川久保光太 - 友居達彦
- 高橋不二夫 - 佐伯太輔
- 月森響子
- 中村勲
- 藤沢あゆみ
- エド・サーディ
- モハメッド・アリカディア
- ビン・ザインデイン
- モハマッド・ハムザー
- シュエリースゥエニー
- ジュリアネ・スペリレ
- タラット・ナワズ
- マクシミリアン・フォン・シュラー
- マリー・ハイベル
- 香川みえ
- 沢美沙緒
- MIKA
- 木戸恵子
- 越川史子
- 宮内しのぶ
- 石引詩子
- 原田委久江
- 富永久江
- 福田悦子
- 巳野理乃

ほか

### スタッフ
- 脚本：大野靖子
- プロデューサー：田中浩三、佐々木淳一、林悦子
- 音楽：栗山和樹
- 演出：鶴橋康夫
- 制作協力：松竹大船撮影所、神奈川メディアセンター、多摩スタジオ
- 制作：読売テレビ、松竹、霧企画